# Andoni Zubizarreta
Andoni Zubizarreta (Vitoria-Gasteiz, 23 oktober 1961) is een voormalig Spaans voetballer. Hij was in de jaren '90 keeper bij FC Barcelona en het Spaanse nationaal elftal.

## Clubcarrière
Andoni Zubizarreta Urreta werd geboren in de Baskische stad Vitoria-Gasteiz. Op 16-jarige leeftijd maakte hij zijn debuut voor de lokale club Arechavaleta Juvenil. In 1979 vertrok Zubizarreta naar Alavés. Door zijn goede prestaties bij deze club mocht Zubi naar Athletic Bilbao, waar hij op 19 september 1981 zijn debuut in de Primera División maakte. In de vijf jaar dat hij voor Athletic keepte, werd Zubizarreta tweemaal landskampioen (1983, 1984) en in 1984 werd ook nog eens de Copa del Rey gewonnen.
In 1986 ging Zubizarreta naar FC Barcelona, waar hij deel uit zou maken van het Dream Team. In zijn eerste seizoen werd hij direct bekroond met de Trofeo Zamora, een prijs voor de minst gepasseerde keeper. Zubizarreta kreeg 29 goals tegen in 43 wedstrijden, een gemiddelde van 0,67 per wedstrijd. In de jaren die volgden won hij vele titels, maar na de verloren Champions League finale in 1994 (4-0 tegen AC Milan), mocht Zubizarreta weg van trainer Johan Cruijff nadat hij de concurrentiestrijd had verloren van Carlos Busquets. Zubizarreta vertrok naar Valencia CF. In zijn eerste seizoen bij Los Chés bereikte hij zijn 500e wedstrijd in de Primera División.

## Interlandcarrière
Daarnaast speelde Zubizarreta 126 interlands voor het Spaanse elftal, waarin hij 98 goals tegen kreeg. Hij maakte zijn debuut op 23 januari 1985 in de vriendschappelijke thuiswedstrijd tegen Finland (3-1), toen hij Luis Arconada in de rust verving.
Zubizarreta nam deel aan alle grote toernooien tussen 1986 en 1998, nadat hij als reservespeler ook al had deel uitmaakte van de Spaanse selectie bij het EK voetbal 1984. Na het WK voetbal 1998 besloot de toen 37-jarige doelman een punt achter zijn carrière te zetten. Hij speelde zijn laatste interland op 24 juni 1998 tegen Bulgarije (6-1) in Lens.
Later werd Zubizarreta sportief directeur bij zijn oude club Athletic Bilbao. Zubizarreta tekende op vrijdag 25 juni 2010 een contract als technisch eindverantwoordelijke bij de club waar hij vroeger speelde, FC Barcelona.
Op 5 januari 2015 werd bekendgemaakt dat Zubizarreta als technisch directeur bij FC Barcelona was ontslagen. De reden hiervoor is niet bekendgemaakt.

## Erelijst
Als speler
 Athletic Bilbao
- La Liga: 1982/83, 1983/84
- Copa del Rey: 1983/84
- Supercopa de España: 1984

 FC Barcelona
- La Liga: 1990/91, 1991/92, 1992/93, 1993/94
- Copa del Rey: 1987/88, 1989/90
- Supercopa de España: 1991, 1992
- Europacup I: 1991/92
- Europacup II: 1988/89
- Europese Supercup: 1992

Individueel
- Premio Don Balón: 1986/87
- Trofeo Zamora: 1986/87

1 Arconada  ·
2 Urquiaga ·
3 Camacho ·
4 Maceda ·
5 Goikoetxea ·
6 Gordillo ·
7 Señor ·
8 Víctor Muñoz · 
9 Santillana ·
10 Gallego ·
11 Carrasco ·
12 Salva ·
13 Buyo ·
14 Julio Alberto ·
15 Roberto ·
16 Francisco ·
17 Alonso ·
18 Butragueño ·
19 Sarabia ·
20 Zubizarreta ·
Coach: Miguel Muñoz
1 Zubizarreta ·
2 Tomás ·
2 Camacho  ·
4 Maceda ·
5 Víctor Muñoz ·
6 Gordillo ·
7 Señor ·
8 Goikoetxea · 
9 Butragueño ·
10 Carrasco ·
11 Julio Alberto ·
12 Setién ·
13 Urruti ·
14 Gallego ·
15 Chendo ·
16 Rincón ·
17 Francisco ·
18 Calderé ·
19 Salinas ·
20 Eloy ·
21 Míchel ·
22 Ablanedo ·
Coach: Miguel Muñoz
1 Zubizarreta ·
2 Tomás ·
2 Camacho  ·
4 Andrinúa ·
5 Víctor Muñoz ·
6 Calderé ·
7 Salinas ·
8 Sanchís · 
9 Butragueño ·
10 Eloy ·
11 Gordillo ·
12 Rodríguez ·
13 Buyo ·
14 Gallego ·
15 Eusebio ·
16 Bakero ·
17 Begiristain ·
18 Soler ·
19 Vázquez ·
20 Míchel ·
Coach: Miguel Muñoz
1 Zubizarreta ·
2 Chendo ·
3 Jiménez ·
4 Andrinúa ·
5 Sanchís ·
6 Vázquez ·
7 Pardeza ·
8 Flores · 
9 Butragueño  ·
10 Gómez ·
11 Villarroya ·
12 Alkorta ·
13 Ablanedo ·
14 Górriz ·
15 Roberto ·
16 Bakero ·
17 Hierro ·
18 Paz ·
19 Salinas ·
20 Manolo ·
21 Míchel ·
22 Ochotorena ·
Coach: Suárez
1 Zubizarreta  ·
2 Ferrer ·
3 Otero ·
4 Camarasa ·
5 Abelardo ·
6 Hierro ·
7 Goikoetxea ·
8 Guerrero · 
9 Guardiola ·
10 Bakero ·
11 Begiristain ·
12 Sergi Barjuán ·
13 Cañizares ·
14 Juanele ·
15 Caminero ·
16 Miñambres ·
17 Voro ·
18 Alkorta ·
19 Salinas ·
20 Nadal ·
21 Enrique ·
22 Lopetegui ·
Coach: Clemente
1 Zubizarreta  ·
2 López ·
3 Belsué ·
4 Alkorta ·
5 Abelardo ·
6 Hierro ·
7 Amavisca ·
8 Guerrero ·
9 Pizzi ·
10 Donato ·
11 Alfonso ·
12 Sergi Barjuán ·
13 Cañizares ·
14 Kiko ·
15 Caminero ·
16 Otero ·
17 Manjarín ·
18 Amor ·
19 Salinas ·
20 Nadal ·
21 Enrique ·
22 Molina ·
Coach: Clemente
1 Zubizarreta  ·
2 Ferrer ·
3 Aranzábal ·
4 Alkorta ·
5 Abelardo ·
6 Hierro ·
7 Morientes ·
8 Guerrero · 
9 Pizzi ·
10 Raúl ·
11 Alfonso ·
12 Sergi Barjuán ·
13 Cañizares ·
14 Campo ·
15 Aguilera ·
16 Celades ·
17 Etxeberria ·
18 Amor ·
19 Kiko ·
20 Nadal ·
21 Enrique ·
22 Molina ·
Coach: Clemente